# Сладан Никодијевић
Сладан Никодијевић (Париз, 1. маја 1990) српски је фудбалер. Његов старији брат, Саша, такође је фудбалер.